# Sammy Miller
Samuel Hamilton Miller (Belfast, 11 novembre 1933) è un pilota motociclistico britannico.
Fu uno dei piloti motociclistici più eclettici, gareggiando sia nelle competizioni in circuito come il motomondiale, sia in quelle fuoristrada come il trial e l'enduro. Per i suoi meriti sportivi è stato inserito nella Motorcycle Hall of Fame nel 2007 e insignito della medaglia dell'Ordine dell'Impero Britannico nel 2009.

## Carriera
Le sue prime presenze nelle classifiche del motomondiale risalgono alla stagione 1955 dove ottiene due podi in classe 250, alla guida di una NSU e in occasione del gran premio di casa e in quello delle Nazioni; al termine dell'anno si piazzò al sesto posto in classifica generale. Dopo essere rimasto con la casa motociclistica tedesca anche l'anno successivo, nel motomondiale 1957 è passato alla guida di motociclette della FB Mondial gareggiando, oltre che nella quarto di litro, anche nella classe 125; pur non ottenendo successi nei singoli gran premi fu questa la stagione in cui Miller ottenne i suoi migliori risultati finali, giungendo al 3º posto in 250 e al 4º nella cilindrata inferiore.

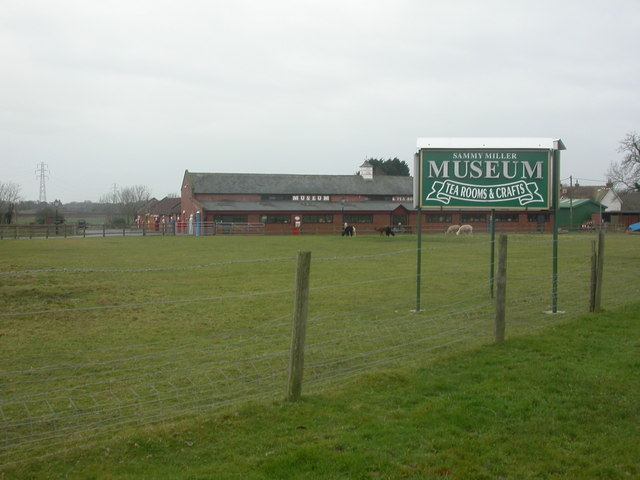
L'ingresso del Museo Miller.

Essendosi la Mondial ritirata dalle competizioni al termine di quella stagione in base al Patto di astensione, nel 1958 ha pilotato moto della Ducati e della ČZ, prima di passare maggiormente alle competizioni fuori dai circuiti stradali. Negli stessi anni in cui disputava il motomondiale aveva anche ottenuto tre successi in classe 250 consecutivi tra il 1956 e il 1958 alla North West 200.
Nella sua attività fuoristradistica ottenne vari successi, tra i quali 11 titoli nazionali britannici del trial dal 1959 al 1969, 2 titoli europei nella stessa specialità nel 1968 e 1970 alla guida di una Bultaco Sherpa T e 9 medaglie d'oro alla Sei Giorni Internazionale di Enduro.
Già durante la carriera agonistica aveva anche collaborato con la Bultaco per lo sviluppo dei modelli fuoristrada e, negli anni settanta, passò alla Honda per la quale sviluppò un modello specifico per il trial presentata nel 1974.
Nel 1978 fornì la sua consulenza tecnica anche alla SWM per la preparazione del suo modello da trial.
Tra le sue altre attività vi è quella di avere un museo motociclistico a suo nome a New Milton e di dirigere la National Association for Bikers with a Disability (associazione britannica dei motociclisti diversamente abili).

## Risultati nel motomondiale

### Classe 125
| 1957 | Classe | Moto       |   |   |   |   |   |   |  |  |  | Punti | Pos. |
| ---- | ------ | ---------- | - | - | - | - | - | - |  |  |  | ----- | ---- |
| 1957 | 125    | FB Mondial | - | 4 | 6 | - | 5 | 2 |  |  |  | 12    | 4º   |

| 1958 | Classe | Moto   |   |   |  |   |   |   |   |  |  | Punti | Pos. |
| ---- | ------ | ------ | - | - |  | - | - | - | - |  |  | ----- | ---- |
| 1958 | 125    | Ducati | 4 | - |  | - | - | - | - |  |  | 3     | 11º  |

| Legenda | 1º posto        | 2º posto            | 3º posto            | A punti      | Senza punti        | Grassetto – Pole position Corsivo – Giro più veloce |
| Legenda | Gara non valida | Non qual./Non part. | Ritirato/Non class. | Squalificato | '-' Dato non disp. | Grassetto – Pole position Corsivo – Giro più veloce |

### Classe 250
| 1955 | Classe | Moto |    |    |  |   |    |   |   |   |  | Punti | Pos. |
| ---- | ------ | ---- | -- | -- |  | - | -- | - | - | - |  | ----- | ---- |
| 1955 | 250    | NSU  | NE | NE |  | - | NE | - | 2 | 3 |  | 10    | 6º   |

| 1956 | Classe | Moto |     |   |   |   |   |   |  |  |  | Punti | Pos. |
| ---- | ------ | ---- | --- | - | - | - | - | - |  |  |  | ----- | ---- |
| 1956 | 250    | NSU  | Rit | - | - | - | 2 | 6 |  |  |  | 7     | 7º   |

| 1957 | Classe | Moto       |   |   |   |   |     |   |  |  |  | Punti | Pos. |
| ---- | ------ | ---------- | - | - | - | - | --- | - |  |  |  | ----- | ---- |
| 1957 | 250    | FB Mondial | - | 5 | 3 | 2 | Rit | 5 |  |  |  | 14    | 3º   |

| 1958 | Classe | Moto |   |   |    |   |   |   |   |  |  | Punti | Pos. |
| ---- | ------ | ---- | - | - | -- | - | - | - | - |  |  | ----- | ---- |
| 1958 | 250    | ČZ   | 6 | 7 | NE | - | - | - | - |  |  | 1     | 18º  |

| Legenda | 1º posto        | 2º posto            | 3º posto            | A punti      | Senza punti        | Grassetto – Pole position Corsivo – Giro più veloce |
| Legenda | Gara non valida | Non qual./Non part. | Ritirato/Non class. | Squalificato | '-' Dato non disp. | Grassetto – Pole position Corsivo – Giro più veloce |